# أليكس غاليندو
أليكس غاليندو (بالإنجليزية: Alex Galindo)‏ مواليد 6 مايو 1985 في بورتوريكو، هو لاعب كرة سلة بورتوريكي. بدأ مسيرته الاحترافية في سنة 2009. يلعب في دوري بورتوريكو لكرة السلة. يحمل الرقم 15. يبلغ طوله 6 قدم 7 بوصة (2.0 م). حقق المركز الثاني في بطولة أمم الأمريكتين لكرة السلة 2013.

## سجل المنافسة
شارك في المنافسات التالية:
- كأس العالم لكرة السلة 2014
- بطولة أمم الأمريكتين لكرة السلة 2013

## الميداليات
| الميدالية | المسابقة                             |
| --------- | ------------------------------------ |
| فضية      | بطولة أمم الأمريكتين لكرة السلة 2013 |

## روابط خارجية
- أليكس غاليندو على موقع الاتحاد الدولي لكرة السلة (الإنجليزية)
- أليكس غاليندو على موقع كرة السلة الأوروبية.كوم (الإنجليزية)
- أليكس غاليندو على موقع كلية كرة السلة في سبورتس رفرنس.كوم (الإنجليزية)
- أليكس غاليندو على موقع ريلجم (الإنجليزية)
- أليكس غاليندو على موقع بروبوليرز (الإنجليزية)
- أليكس غاليندو على موقع سبورتس رفرنس (الإنجليزية)